# Florida Everblades
Florida Everblades – amerykański klub hokeja na lodzie z siedzibą w Estero.
Klub został zespołem farmerskim dla Carolina Hurricanes z NHL i Charlotte Checkers z AHL.

## Sukcesy
- Mistrzostwo dywizji ECHL: 2000, 2007, 2009, 2015, 2017
- Mistrzostwo konferencji ECHL: 2004, 2005, 2012
- Mistrzostwo w sezonie zasadniczym ECHL: 2000, 2009
- Finał play-off ECHL o Kelly Cup: 2004, 2005
- Kelly Cup – mistrzostwo w fazie play ECHL: 2012

## Zawodnicy
Zastrzeżone numery
- 9 – Ernie Hartlieb
- 10 – Reggie Berg
- 14 – Tom Buckley